# アレクサンダル・ヴチッチ
アレクサンダル・ヴチッチ（セルビア語: Александар Вучић、1970年3月5日 -）は、セルビアの政治家であり、2017年から第5代大統領を務めている。2008年にウルトラナショナリズムを掲げるセルビア急進党を離党し、セルビア進歩党の結党メンバーの1人となった。
ヴチッチは2012年から2014年まで副首相を務めた後、2014年から2016年および2016年から2017年までの2度に渡ってセルビアの首相を務めた。それ以前にもヴジッチはセルビア国会議員、1998年から2000年までは情報相、その後2012年から2013年まで国防相を務めた事もある。その後彼は2017年大統領選挙で当選を決めた。2017年5月31日にトミスラヴ・ニコリッチの後任として正式に就任。
彼は特にコソボ紛争中、スロボダン・ミロシェヴィッチ政権下の情報相としてジャーナリストに対する制限的な措置を導入した。ブルドーザー革命の後、ヴチッチは野党の中でも最も著名な人物のひとりだった。2008年に新党が設立されてからは、当初の強硬な欧州懐疑主義から親欧州、保守、ポピュリストの政治的立場へとシフトしていった。2012年の選挙ではセルビア進歩党主導の選挙連合が勝利し、セルビア進歩党が初めて政権与党のひとつとなり、一党優位政党制の確立につながった。 2014年にヴチッチが首相に就任した後は、国営企業の民営化や経済の自由化など欧州連合（EU）への加盟プロセスを踏襲していく事を公約した。
2015年12月、ヴチッチが率いるセルビア代表団は欧州連合とはじめての加盟会議を行い、加盟に向けた初の章を開いた。彼はコソボとセルビアの政府間協力と欧州連合を媒介とした対話における重要人物のひとりであり、関係正常化に関するブリュッセル協定の実施を提唱している。アメリカ合衆国の仲介による交渉を経て、ヴチッチは2020年9月にコソボとの経済関係を正常化し、イスラエルのセルビア大使館をエルサレムに移転する事で合意し署名した。彼は「4つの自由」を保障する事を目的とした西バルカン諸国の経済圏であるミニシェンゲン圏の提唱者のひとりである。 観察者はヴチッチの統治を権威主義的、独裁的、又は非自由主義的民主主義体制と表現し、理由として報道の自由が制限された事を挙げている。
2018年1月15日、セルビアの大統領として初めて日本の安倍晋三内閣総理大臣とベオグラードにて首脳会談を行った。

## 生い立ちと教育
アレクサンダル・ヴチッチはベオグラードでアンジェルコとアンゲリナ・ヴチッチ(旧姓ミロヴァノヴ) の間に生まれた。アンドレイ・ヴチッチは彼の弟である。
彼の父方の祖先は、ボスニア中央部のブゴイノ近郊にあるチプリッチの出身である。彼らは第二次世界大戦中にクロアチアのファシストであるウスタシャによって追放され、父親が生まれたベオグラード近郊に定住した。ヴチッチによれば、父方の祖父アンジェルコをはじめとする数十人の近親者がウスタシャに殺された。
彼の母親はヴォイヴォディナのベチェイで生まれた。 彼の両親はともに経済学を専攻し、父親は経済学者、母親はジャーナリストとして働いていた。
ヴチッチはノヴィ・ベオグラードで育ち、ブランコ・ラディチェヴィッチ小学校を卒業した。その後ゼムンのギムナジウム（ゼムンスカ・ギムナヅィヤ）を経て、ベオグラード大学法学部を卒業した。彼はイギリスのブライトンで英語を学び、しばらくロンドンで商人として働いた事もある。 ユーゴスラビアに帰国後、ボスニア・ヘルツェゴビナのパレでジャーナリストとして活動した。そこでは政治家のラドヴァン・カラジッチにインタビューしたり、ラトコ・ムラディッチ将軍とチェスをした事もある。 若きヴチッチはレッドスター・ベオグラードのファンで、その試合をよく見に行っており、大規模な暴動に発展した、1990年5月13日のディナモ・ザグレブとレッドスターの試合にも居合わせていた。彼の親類の家はボスニア紛争で破壊された。

## 政治キャリア
1993年、ヴチッチはセルビアのナショナリズムと「大セルビア」の実現を目標とする極右政党であるセルビア急進党（SRS）に入党し、同年の総選挙で国民議会議員に選出された。2年後、ヴチッチはSRSの幹事長に就任した。彼はサラエヴォを包囲していた軍隊を志願の上で訪問したSRS党員のひとりであった。1996年にゼムンの地方選で彼の党が勝利した後、初の公職としてピンキ・ホールの館長に就任した。

### 情報相 (1998年–2000年)
1998年3月、ヴチッチはミルコ・マルヤノヴィッチ政権の情報相に任命された。研究者たちはヴチッチを20世位末のセルビアにおけるメディア政策を形成する上で重要な人物だったと評している。ミロシェヴィッチに対する批判の高まりを受けて、ヴチッチは政府を批判したジャーナリストに罰金を科し、外国のテレビ局を禁止した。彼は2014年に当時の自分が誤っており、それから変わった事を回想し「自分のすべての政治的過ちを告白する事を恥じていなかった」と述べた。
この間、セルビアのメディアは少数民族を悪魔化し、彼らに対するセルビア人の残虐行為を正当化するセルビア民族主義のプロパガンダを放送した事で非難された。1998年、政府は20世紀末のヨーロッパで最も制限的なメディア法を採択し、違反行為を裁くための特別軽犯罪裁判所を創設した。この法律は重い罰金を課し、すぐに支払われない場合は財産を没収する権限を与えていた。セルビアのメディアは国家の厳しい弾圧を受けており、外国メディアは「異分子」や「スパイ」と見られていた。ヒューマン・ライツ・ウォッチはコソボで死亡したアルバニア人を「テロリスト」ではなく「人々」と呼んだ事で5人の独立系新聞編集者が誤報を流布したとして起訴されたと報告した。1998年9月下旬から10月上旬にかけて、NATOがコソボへの軍事介入を示唆したため、政府は独立メディアに対する弾圧を強化した。 さらに政府は大半の国民にニュースを提供していた国営ラジオやテレビの直接管理も維持していた。1999年3月にNATOによるユーゴスラビア空爆が始まった後、ヴチッチはベオグラードのすべての編集者の会議を招集した。印刷メディアはすべてのコピーを省に提出して承認を得るよう命じられ、公式発言や国家によって管理されているか、過度の自己検閲を行うメディアの情報のみが掲載を許された。また、ヴチッチはNATO諸国のすべてのジャーナリストに国外退去を命じた。

### 急進党から進歩党へ

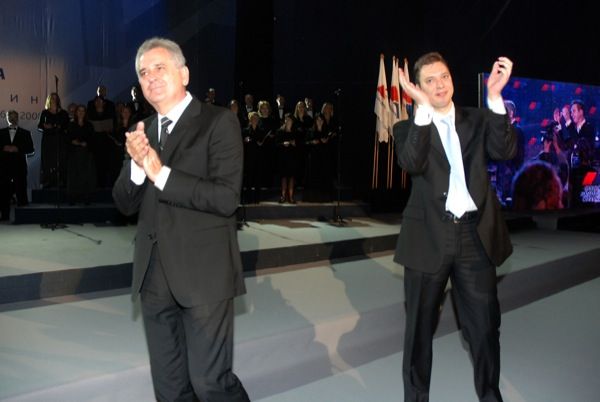
2008年にベオグラードで行われたセルビア進歩党結党大会でのニコリッチとヴチッチ

急進党の副党首でヴォイスラヴ・シェシェリが不在のため事実上の暫定党首であったトミスラヴ・ニコリッチは、セルビアのEU加盟の是非をめぐるシェシェリとの意見の相違により、2008年9月6日に辞職した。彼は他の急進党の有力党員とNapred Srbijo!（進め、セルビア!）という名の議会の新会派を結成した。 2008年9月12日、ニコリッチと彼のグループがSRS指導部の会議で、急進党から公式に追放された。 ヴチッチ書記長もこの会議に招集されたが、彼は現れなかった。トミスラフ・ニコリッチは自らの新党を結成することを発表し、ヴチッチにも参加を呼びかけた。 SRS支持者から最も人気のある人物のひとりであったヴチッチは、2008年9月14日に急進党を離党し、その翌日にヴチッチは一時的な政界からの引退を表明した。

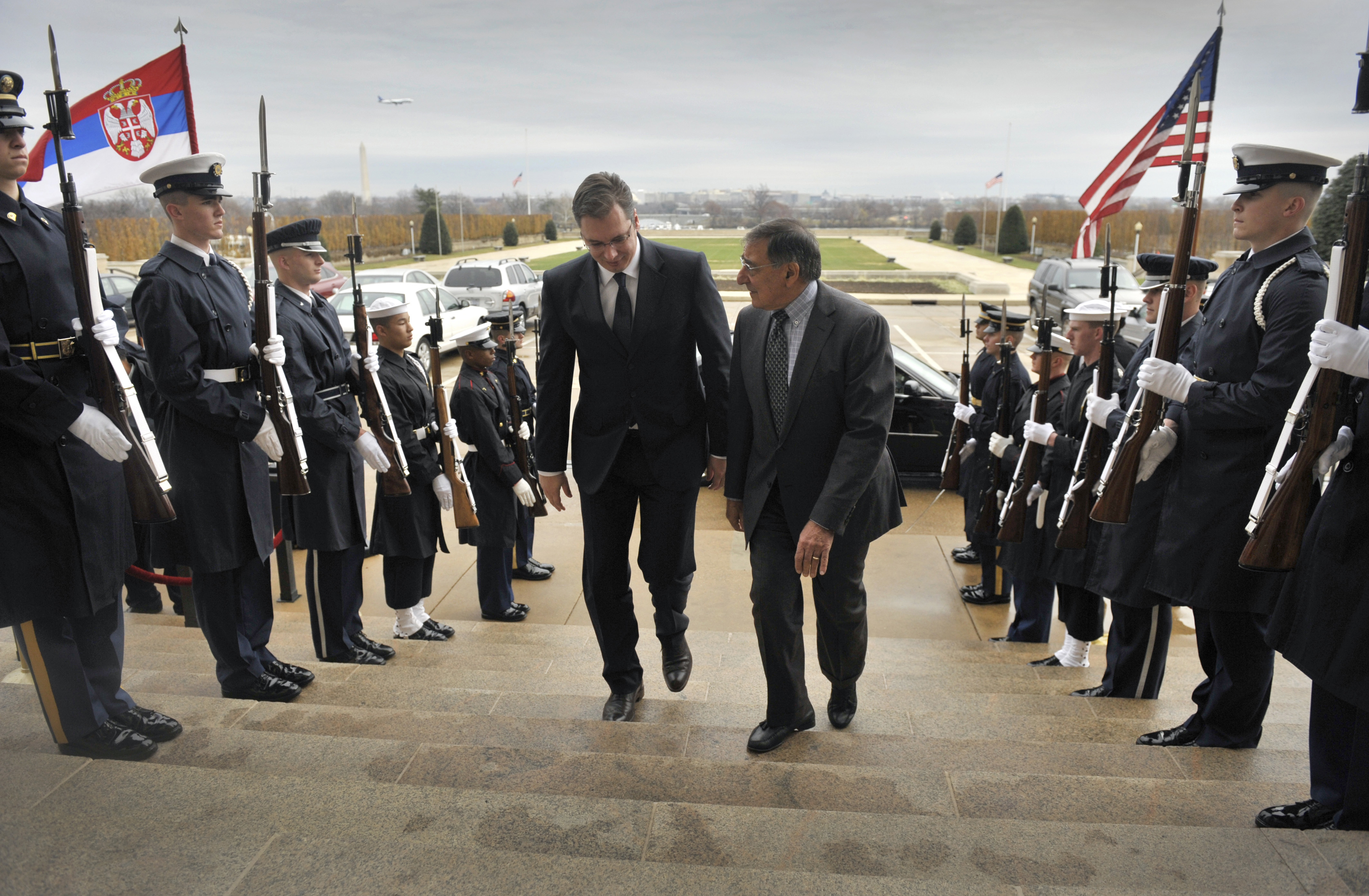
ワシントンD.C.におけるアメリカのレオン・パネッタ国防長官とヴチッチ

2008年10月6日、ヴチッチはテレビインタビューで、ニコリッチの新党であるセルビア進歩党（SNS）に入党し副党首に就任する事を表明し、その後、彼は自らの政治的立場を変化させた。2010年には「スレブレニツァで恐ろしい犯罪が行われた」などと発言し、それを行ったセルビア人を「恥ずべき」と感じており、「私は自分が変わった事を隠していない...。私はそれを誇りに思っている」と述べた。彼は2012年にAFPのインタビューで「私は間違っていた。国家のために最善を尽くしていると思っていたが、結果として我々は失敗した。我々はその事を認める必要がある。」と語った。
2012年5月24日、ニコリッチはセルビア大統領に選出された事を受けて党首を辞任した。次の党大会が開催されて新たな党首が選出されるまでの期間、ヴチッチが党首を務める事になった。 2012年9月29日、ヴチッチが正式に党首に選出され、ヨルゴヴァンカ・タバコビッチが副党首に選ばれた。

### 国防相と第一副首相の兼任 (2012年–2014年)
ヴチッチは2012年7月から2013年8月まで国防大臣と第一副首相を兼任していたが、内閣改造により国防大臣を退任した。表向きの政府トップはイビチャ・ダチッチ首相だったが、多くの政治アナリストは連立政権と議会における最大政党の党首として、ヴチッチが政府内で最大の影響力を持っていると考えていた。

### 大統領時代 (2017年– )
2017年4月、トミスラヴ・ニコリッチ大統領の任期満了に伴い行われた大統領選挙に出馬。第1回投票で過半数の票を獲得して決選投票を待たずに当選を決めた。
外交面では親ロシア路線を採った。ウラジミール・プーチン大統領と何度も会談するなど親密な関係を構築した過去があったが、2022年ロシアのウクライナ侵攻ではウクライナを支持。2022年以降、ロシアとの間に距離を置き始めた。
2023年11月、国民議会を解散。同年12月に議会選挙が行われた。与党のセルビア進歩党が過半数近くの票を集める一方、野党連合は苦戦した。同年12月24日、選挙の無効を訴えるデモ隊がベオグラード市議会を攻撃、旗棒や岩で建物の窓を破壊したが警官隊が撃退した。

## 私生活

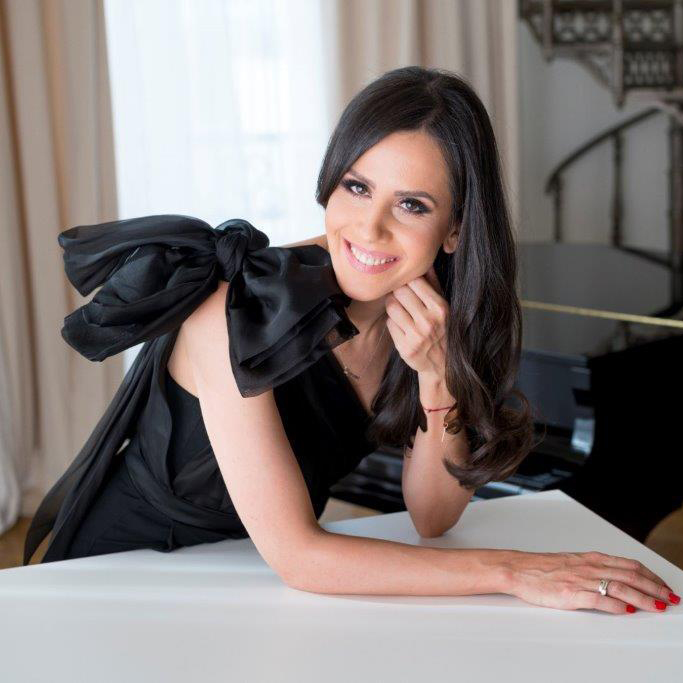
2013年に結婚したタマラ・ヴチッチ

身長200cmのヴチッチは世界の政府首脳の中で最も身長が高い人物のひとりである。1997年7月27日、ヴチッチはラジオ・インデックスとスルプスカ・レチュのジャーナリストであるクセニヤ・ヤンコヴィッチと結婚し、2011年に離婚するまでに2人の子供をもうけた。2013年12月14日、ヴチッチはセルビア外務省の外交官タマラ・ジュカノヴィッチと結婚した。 ヴチッチが大統領に就任して1週間後の2017年6月9日に妻は息子を出産した。
野党時代の彼はテレビ番組に頻繁に出演していた。2006年、ヴチッチはピンクTVで放送された競争要素のあるトーク番組「ザ・ピラミッド (クロアチアのTVシリーズ)」のセルビア版の第1シーズンの優勝者となった。 彼は人道的なダンスコンテスト「Plesom do snova」（2009年）に参加した最初の政治家であり、深夜のトーク番組「今夜はイワン・イワノヴィッチと一緒に」（2010年）にゲスト出演した最初の政治家でもある。 また、バルカン半島で最も人気のある音楽コンテスト「ズヴェズデ・グランダ」の第3シーズンの1話にゲスト審査員として参加した。
2019年11月15日、明らかな「心血管系の問題」のためベオグラードの軍病院に入院したが、3日後には退院したと報じられた。彼のメディアアドバイザーやベオグラード副市長を含む一部の関係者は、彼の健康問題がジャーナリストからの圧力によるものだと主張している。入院直後のメディア会見でヴチッチはこれを否定し、彼の健康問題が慢性的なものである事を認めた。
2020年4月8日、ヴチッチの22歳の息子が新型コロナウイルスに感染し、ベオグラードの感染症クリニックに入院した事が明らかになった。
2020年7月、ヴチッチは政治家を引退した後、子供のバスケットボール指導者になる事を目標としてベオグラードのスポーツ健康大学の学生となった。大学は入学の必須条件として3年間のスポーツ実技への積極的な参加を挙げていたが、ヴチッチの入学後まもなく公式サイトから削除されたと複数のセルビア人ジャーナリストが報告している。